# لي أشكروفت (لاعب كرة قدم)
لي أشكروفت (بالإنجليزية: Lee Ashcroft)‏ هو مدرب كرة قدم ولاعب كرة قدم بريطاني في مركز الهجوم، ولد في 7 سبتمبر 1972 في برستون في المملكة المتحدة. شارك مع منتخب إنجلترا تحت 21 سنة لكرة القدم. أما مع النوادي، فقد لعب مع بريستون نورث إيند وبورت فايل وغريمسبي تاون ونادي ساوثبورت ونوتس كاونتي وهدرسفيلد تاون ووست بروميتش ألبيون وويغان أتلتيك.

## وصلات خارجية
- لي أشكروفت على موقع قاعدة بيانات كرة القدم.إي يو (الإنجليزية)
- لي أشكروفت على موقع Soccerbase.com (لاعب) (الإنجليزية)